# Torre de Benviure
La Torre de Benviure és una edifici al veïnat de Can Paulet, del municipi de Sant Boi de Llobregat (Baix Llobregat) declarada bé cultural d'interès nacional.

## Descripció
La torre de planta circular, els murs baixos de la qual són més gruixuts que els superiors, construits amb petites lloses de llicorella. Es conserva una alçada d'uns 10-12 m. La porta és elevada, de mig punt. No hi ha senyals de cap volta. L'aparell és de lloses primes i llagues de llicorella, travat amb morter. A la part superior, al sector nord, hi ha una filada de lloses inclinades, utilitzades com a motiu decoratiu.
S'obren dues portes i dues finestres rectangulars, posteriors a la construcció primitiva.

## Història
El terme de Benviure és documentat el 1023. La torre de Benviure és mencionada el 1048 per primer cop, en una carta d'empenyorament de la «turris de Benviure» de Bellaiza i el seu marit Bernat Seniofred. Després hi ha d'altres esments durant tot el segle xi, en els quals se cita, també, una Villa Nova dins el terme, i l'església de Sant Miquel de Benviure.
Vora la torre de Benviure hi ha diversos ermitoris excavats a l'argila. No hi ha documentació però probablement foren construïts al segle ix, quan la zona era encara frontera amb els sarraïns.
La torre era envoltada de construccions que van modificar la seva fesomia al llarg dels segles. La Torre de Benviure va perdre importància com a lloc de residència al llarg del segle xix i les construccions situades al nord van ser enderrocades aquell mateix segle. Les situades al sud van perdurar fins ben entrat el segle xx.
El desembre 1991 l'Ajuntament va adquirir en una operació de permuta amb la societat Fomento Barcelonés de Inversiones. Tot el conjunt de la torre fou objecte d'excavacions entre els anys 1996-1997 i2002-2003, ja que l'Ajuntament volia recuperar l'espai per a ús públic. Les últimes intervencions arqueològiques s'han portat a terme el 2010 motivades per la rehabilitació i museïtzació del conjunt.
Actualment, la torre forma part del Museu de Sant Boi de Llobregat.